# Lista de selos de Portugal - República - 1950-1974
A categoria Selos de Portugal - República inclui todas as emissões comemorativas de Portugal no período da República, ou seja, depois de 1910. Este artigo de catálogo contém todos os selos até 1974, ano da transição para a democracia em Portugal.
| 1950 - Selo Ano Santo - Selo IV Centenário da Morte de S. João de Deus 1951 - Selo 1º Centenário do Nascimento de Guerra Junqueiro - Selo 3º Congresso Nacional de Pesca - Selo Encerramento do Ano Santo - Selo V Centenário do Povoamento da Ilha Terceira - Selo XXV ano da Revolução Nacional 1952 - Selo Museu Nacional dos Coches - Selo 3º aniversário da Organização do Tratado do Atlântico Norte - Selo 8º Campeonato do Mundo de Hóquei em Patins - Selo Centenário do Nascimento do Prof. Gomes Teixeira - Selo Centenário do Ministério das Obras Públicas - Selo 4° Centenário da morte de S. Francisco Xavier 1953 - Selo VI Centenário da Chegada de S. Martinho de Dume à Península Ibérica - Selo Centenário do Nascimento de Guilherme Gomes Fernandes - Selo 50º Aniversário do Automóvel Clube de Portugal - Selo V Centenário do Nascimento da Princesa Santa Joana - Selo Centenário do Selo Postal Português - Selo D. Maria II: reimpressões dos selos de 1853 1954 - Selo 150º Aniversário da Fundação do Ministério das Finanças - Selo Plano de Educação Popular - Selo 150º Aniversário da Fundação do Colégio Militar - Selo IV Centenário da Fundação da Cidade de S. Paulo 1955 - Selo Reis de Portugal da 1ª Dinastia - Selo Centenário do Telégrafo Eléctrica em Portugal 1956 - Selo Centenário do Nascimento do Prof. Ferreira da Silva - Selo Centenário dos Caminhos de Ferro em Portugal - Selo Dia da Mãe 1957 - Selo Almeida Garrett - Selo Cesário Verde 1958 - Selo Exposição de Bruxelas - Selo Rainha Santa Isabel e São Teotónio - Selo VI Congressos Internacionais de Medicina Tropical e Paludismo - Selo II Congresso Nacional da Marinha Mercante - Selo V Centenário do Nascimento da Rainha D. Leonor 1959 - Selo Milenário de Aveiro 1960 - 10º Aniversário de Organização do Tratado do Atlântico Norte (OTAN) - Selo Ano Mundial do Refugiado - Selo Cinquentenário do Aero Clube de Portugal - Selo Padre Cruz - Selo IV Centenário da Fundação da Universidade de Évora - Selo 5º Centenário da morte do Infante Dom Henrique - Selo EUROPA 1960 - Selo Cinquentenário do Regime Republicano - Selo V Exposição Filatélica Nacional 1961 - Selo I Centenário da Fundação da Faculdade de Letras de Lisboa - Selo Centenário da Elevação de Setúbal a Cidade - Selo EUROPA 1961 1962 - Selo VIII Centenário da Cidade de Tomar - Selo 50°- Aniversário da Guarda Nacional Republicana - Selo Arcanjo São Gabriel - Selo XVIII Conferência Internacional do Escutismo - Selo X Congresso Internacional de Pediatria - Selo EUROPA 1962 - Selo VIII Dia do o Selo 1963 - Selo Dupla Vitória do Sport Lisboa e Benfica na Taça dos Clubes Campeões Europeus - Selo Campanha Mundial Contra a Fome - Selo Centenário da Conferência Postal de Paris - Selo III Centenário da Morte de São Vicente de Paulo - Selo VIII Centenário da ordem Militar de Avis - Selo EUROPA 1963 - Selo X Aniversário dos Transportes Aéreos Portugueses 1964 - Selo IV Centenário da Publicação dos "Colóquios dos Simples" por Garcia d’Orta - Selo Centenário do Banco Nacional Ultramarino - Selo Centenário do Sameiro - Selo EUROPA 1964 - Selo Anos Internacionais do Sol Calmo 1961/1965 - Selo Jogos Olímpicos 1964 - Selo Centenário do Diário de Notícias 1965 - Selo I Congresso Nacional de Trânsito - Selo V Centenário da Cidade de Bragança - Selo IX Centenário da Tomada de Coimbra aos Mouros - Selo I Centenário da União Internacional das Telecomunicações - Selo Calouste Gulbenkian - Selo I Centenário da Cruz Vermelha Portuguesa - Selo EUROPA 1965 - Selo Cinquentenário da Força Aérea - Selo V Centenário do Nascimento de Gil Vicente 1966 - Selo Congresso do Comité Internacional para a Defesa da Civilização Cristã - Selo 40º Aniversário da Revolução Nacional - Selo VIII Centenário da Tomada de Évora - Selo Inauguração de Ponte Salazar - Selo EUROPA 1966 - Selo Cientistas Portugueses - Selo II Centenário de Bocage 1967 - Selo EUROPA 1967 - Selo Cinquentenário das Aparições de Fátima - Selo Novo Código Civil Português - Selo Inauguração do Estaleiro Naval de Lisboa - Selo VI Congresso Europeu de Reumatologia - Selo Estabelecimento de Área de Comércio Livre - EFTA - Selo Centenário da Abolição de Pena de Morte 1968 - IV Centenário de Bento de Goes - EUROPA 1968 - Selo 30º Aniversário da Obra das Mães pela Educação Nacional - Selo XX Aniversário da Organização Mundial de Saúde - Selo LUBRAPEX 68 - MADEIRA 1969 - Selo EUROPA 1969 - Selo V Centenário do Nascimento de Pedro Álvares Cabral - Selo II Centenário da Imprensa Nacional - Selo 50º Aniversário da Organização Internacional do Trabalho - Selo II Centenário de Fundação de S. Diego (California) - Selo Centenário do Nascimento de Vianna da Motta - Selo Centenário do Nascimento de Gago Coutinho - Selo V Centenário de Vasco da Gama 1970 - Selo EUROPA 1970 - Selo Inauguração de Refinaria do Porto - Selo Centenário do Nascimento do Marechal Carmona - Selo 25º Aniversário da Estação de Melhoramento de Plantas - Selo Exposição Internacional de Osaka - Selo 1º Centenário de Cidade da Covilhã - Selo 1º Centenário da Cidade de Santarém - Selo Centenário do Cabo Submarino Portugal - Inglaterra - Selo Vinho do Porto 1971 - Selo Moinhos Portugueses - Selo EUROPA 1971 - Selo Escultores Portugueses - Selo Presidente Salazar - Selo I Congresso Hispano-Luzo-Americano de Geologia Económica - Selo 2º Centenário da Cidade de Castelo Branco - Selo XXV Aniversário do Serviço Meteorológioo Nacional - Selo Mártires do Brasil - Selo Protecção da Natureza 1972 - Selo Bicentenário da Cidade de Pinhel - Selo Mês Mundial do Coração - Selo EUROPA 1972 - Selo XIII Congresso de União Rodoviária Internacional - Selo XX Olimpíada Moderna Munique 1972 - Selo Reforma Pombalina da Universidade - Selo 150.º Aniversário da Independência do Brasil - Selo Cinquentenário da I Travessia Aérea Lisboa-Rio de Janeiro - Selo IV Centenário da Publicação de "Os Lusíadas" 1973 - Selo Jornadas de Produtividade-72 - Selo EUROPA 1973 - Selo Visita do Presidente Médici - Selo Pela Criança - Selo 25º Aniversário do Ministério das Comunicações - Selo II Centenário do Ensino Primário Oficial - Selo Centenário dos Transportes Públicos na Cidade do Porto - Selo Cinquentenário de Liga dos Combatentes - Selo VI Centenário do Feito de Nuno Gonçalves de Faria 1974 - Selo Centenário de Demião de Góis - Selo EUROPA 1974 - Selo Inauguração das Estações Terrenas das Comunicações Via Satélite - Selo Centenário de Marconi - Selo 1º Centenário da União Postal Universal - Selo Músicos Portugueses - Selo XX Séculos da História de Beja - Selo Natal 1974 - Selo Movimento das Forças Armadas de 25 de Abril - Selo Centenário do Nascimento do Professor Egas Moniz | - Ceres - Lusíadas - Caravela - Cavaleiro / D.Dinis - Paisagens e Monumentos - Instrumentos de trabalho - Arquitectura popular portuguesa - Navegadores portugueses - Profissões e personagens do século XIX - Aves de Portugal - Máscaras de Portugal - Transportes Públicos Urbanos |